# Óbrassói ortodox templom
Az óbrassói ortodox templom, dedikációja szerint Istenszülő elszenderedése templom (Biserica Adormirea Maicii Domnului) a brassói Romántemplom utcában (Str. Bisericii Române) található. A város második legrégebbi ortodox temploma, és a legelső, mely a türelmi rendelet kiadása után felépült. 1782–1783-ban emelték barokk stílusban, eredeti formáját máig megőrizte.

## Története
A történelmi központtól északra elterülő Óbrassó külvárosban lakó román ortodoxok egészen a 18. század végéig a több kilométer távolságra levő bolgárszegi Szent Miklós-templomba jártak. II. József 1781-es türelmi rendelete lehetővé tette új gyülekezetek és templomok létrehozását, és a hívek már 1782 tavaszán kérvénnyel fordultak a tanácshoz, megemlítve, hogy Óbrassóban több, mint 140 ortodox család lakik. Októberben a városvezetés engedélyt adott egy ortodox kápolna és temető építésére „a kaszárnyák mellett” (a kaszárnyák a Közép utcai kereszteződésénél voltak). Az építést Ștefan Necula joáninai kereskedő támogatta, és 1783 május 11-én elkészültek a munkálatokkal, az utca pedig felvette a Romántemplom (Wallachisches Kirchengasse) nevet.
A templomot 1785-ben szentelte fel Ghedeon Nichitici püspök, első pásztora Bucur Crețu volt. Freskóit 1783–1790 között festették a szászahúzi Grecu testvérek. 1928-ban villámcsapás érte, ezután cserép toronysisakját bádoggal helyettesítették. 1977 áprilisában egy tűzeset elpusztította a berendezés nagy részét, beleértve az ikonosztázt és a freskókat (ezeket 1981–1982-ben újra elkészítették).

## Leírása
Az épület máig megőrizte eredeti formáját. Kőből és téglából épült, boltozatos hajóval és keleti részén három apszissal. Nyeregtetője cseréppel fedett, a nyugati oldalon emelkedő karcsú torony négyzet alapú. A templomba egy előcsarnokon keresztül lehet bejutni, mely kezdetben nyitott veranda volt; ennek falain Mihály arkangyal és az ember bukása látható. Az eredeti, 18. századi freskókból már csak három kis részlet maradt fenn, az oltár apszisában. Az ikonosztáz és a főpapi szék gazdagon faragott és figyelemre méltó szépségű.
A templom a romániai műemlékek jegyzékében a BV-II-a-A-11336 sorszámon szerepel.
Cintermében nyugszik a zernyesti születésű leményi Bran János, az első román ügyvéd Brassóban, a balázsfalvi gyűlések egyik szervezője, 1861-ben Fogarasföld kapitánya. Itt van eltemetve Victor Braniște újságíró és Ioan Dariu tanár is.

## Képek

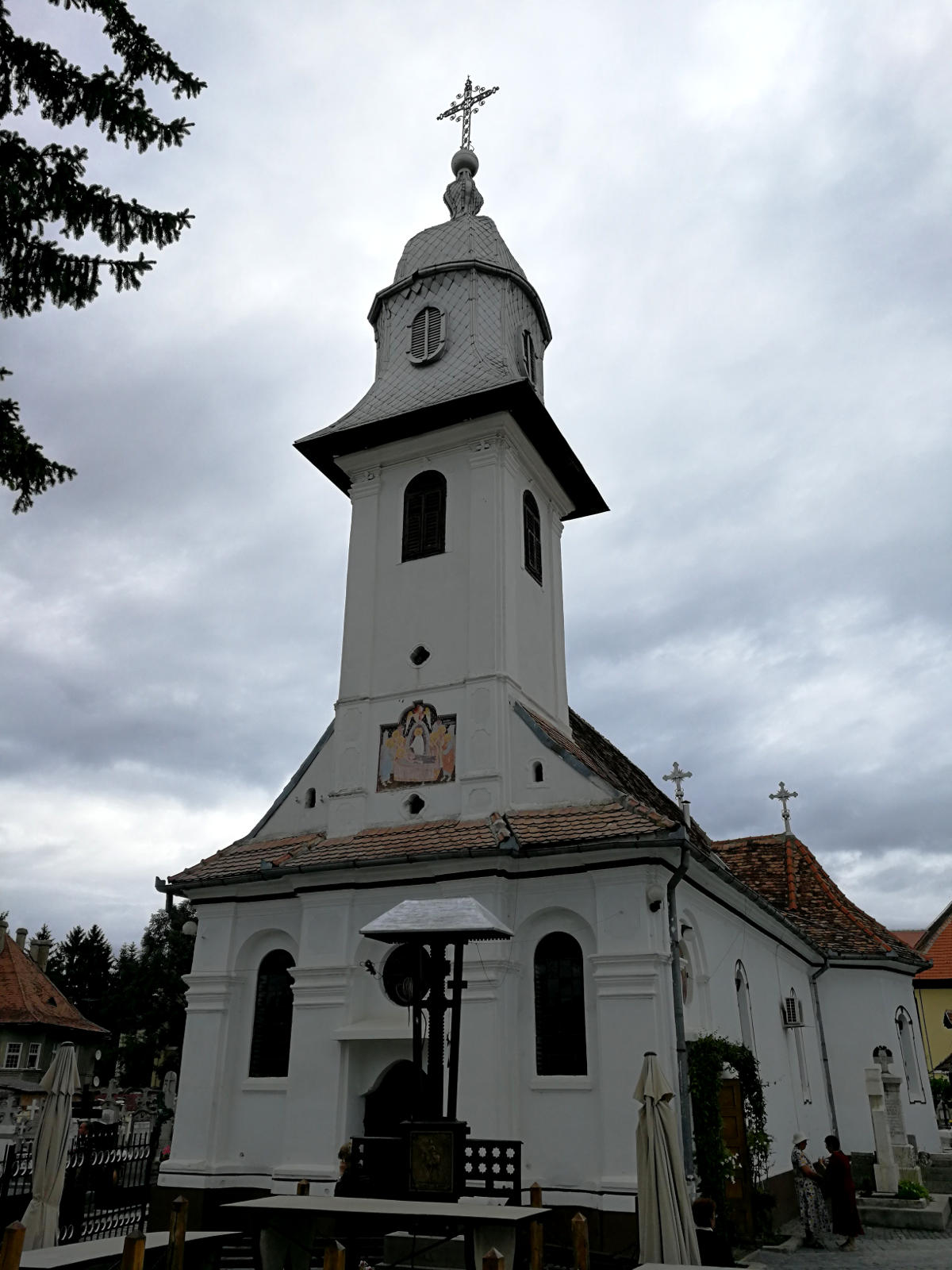
A templom
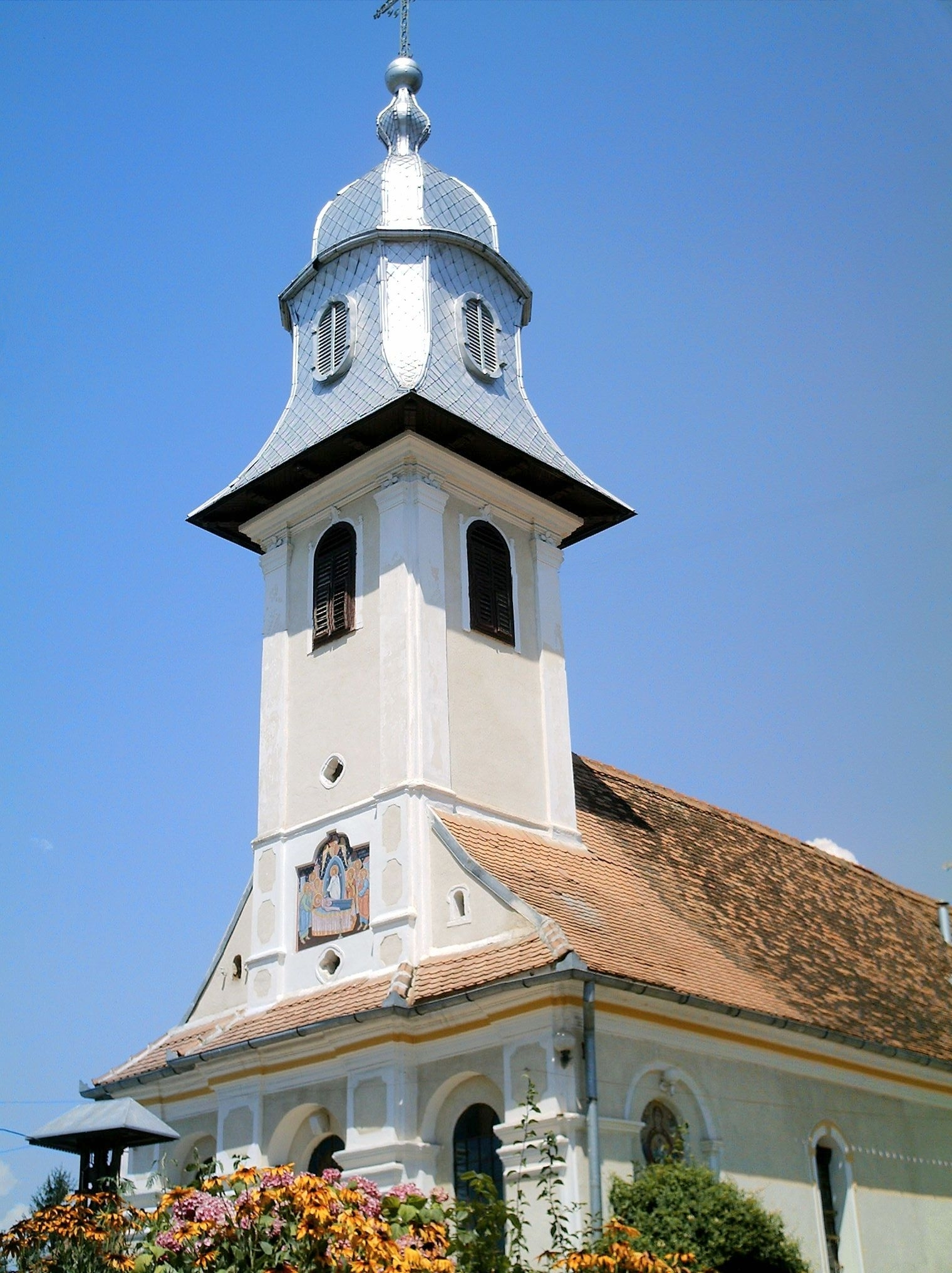
Tornya
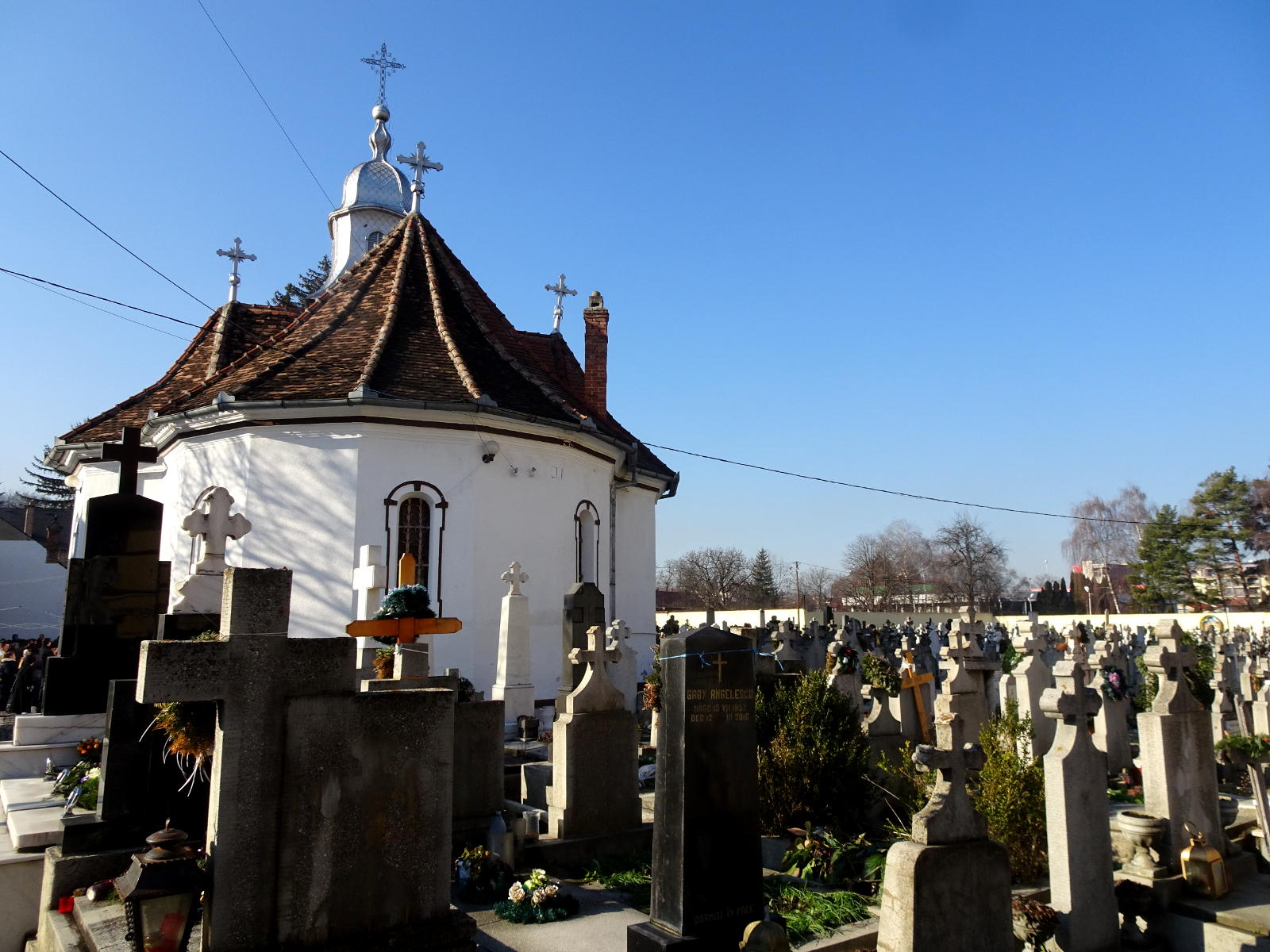
Temetője
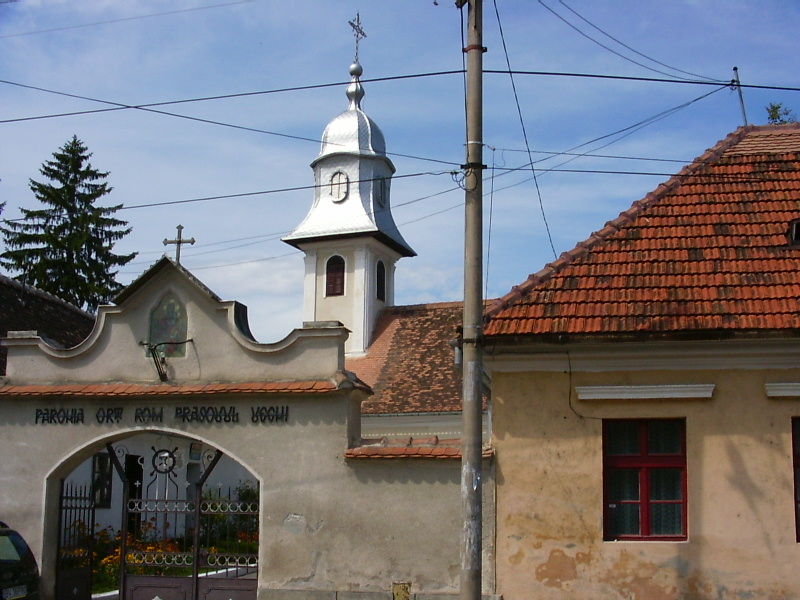
Bejárat az utcáról